# Kate Bosse-Griffiths
Kate Bosse-Griffiths (Wittenberg, 16 giugno 1910 – Swansea, 4 aprile 1998) è stata un'egittologa e scrittrice tedesca naturalizzata britannica.
Dopo essersi trasferita in Galles, divenne una scrittrice in lingua gallese.

## Biografia

### Gioventù
Käthe Bosse nacque a Wittenberg, in Germania, nel 1910, e nonostante la madre fosse di origine ebraica divenne membro della Chiesa luterana. Dopo aver completato l'istruzione secondaria nella città natale fu accettata presso l'università di Monaco, dove si laureò in storia classica ed egittologia nel 1935. Poco dopo iniziò a lavorare presso il Dipartimento di Egittologia ed Archeologia dei musei statali di Berlino. Quando si scoprì che la madre era ebrea, Käthe fu licenziata.
Lasciò la Germania trasferendosi in Gran Bretagna, dove istituì un gruppo di ricerca al Petrie Museum dello University College di Londra, passando poi all'Ashmolean Museum di Oxford. Nel 1938, mentre si trovava ad Oxford come membro senior del Somerville College, incontrò l'egittologo John Gwyn Griffiths. Egli, uno studioso del gallese classico cresciuto nel distretto Rhondda Cynon Taff, era in quel periodo studente ricercatore ad Oxford, ma insieme tornarono nella valle della Rhondda dove presero casa nel villaggio di Pentre, nei pressi del paese di Treorchy. Si sposarono nel 1939, e Käthe Bosse divenne Kate Bosse-Griffiths. Durante la seconda guerra mondiale lei ed il marito organizzarono, nella loro casa di Pentre, il Cadwgan Circle; un gruppo intellettuale e letterario d'avanguardia, tra i cui membri figuravano Pennar Davies e Rhydwen Williams. In mezzo a tanti letterati di lingua gallese, anche Kate scoprì un amore per questa lingua.
Negli stessi anni, in Germania, la madre di Kate Bosse-Griffiths morì nel famigerato campo di concentramento femminile di Ravensbrück. I fratelli Günther e Fritz furono entrambi imprigionati, e lavorarono nel campo di Zöschen. L'ordine di ucciderli al termine della guerra non fu eseguito. La sorella Dorothee fu reclusa per sei settimane e poi rilasciata.

### Carriera accademica e letteraria
Quando il marito divenne docente dell'università di Swansea, la coppia si trasferì prima ad Uplands e poi a Sketty, entrambi sobborghi di Swansea. Kate divenne dipendente del museo di Swansea, dove fu nominata Custode di Archeologia, carica che ricoprì per 25 anni. Aiutò nella raccolta della collezione egizia di Henry Wellcome, al tempo conservata in un magazzino, trasferendola nel dipartimento di storia classica di Swansea, per poi passare i successivi 20 anni a studiare questi 5000 pezzi. La collezione "Henry Wellcome" è ora esposta presso il Centro Egizio dell'Università di Swansea.
L'archeologa fu anche una scrittrice. Scrisse dei movimenti pacifisti tedeschi in Mudiadau Heddwch yn yr Almaen (1942) in lingua gallese; mentre tra le opere accademiche si trova la sua collezione del 1995 intitolata Amarna Studies and Other Collected Papers.
I numerosi articoli accademici scritti dall'autrice in inglese, tedesco e gallese riguardano soprattutto l'archeologia. Tra le opere letterarie, tutte in lingua gallese, vi sono racconti brevi e romanzi, oltre a due libri di viaggi. Notevoli anche i suoi saggi sui movimenti per la pace in Germania e sulla stregoneria nel medioevo gallese.

## Opere

### Egittologia
- (DE)  Die menschliche Figur in der Rundplastik der ägyptischen Spätzeit von der XXII. bis zur XXX. Dynastie, (Ägyptologische Forschungen, 1), Glückstadt, Hamburg, New York, 1936
- (EN)  Amarna Studies. And Other Selected Papers, (Hrsg. von John Gwyn Griffiths, Orbis biblicus et orientalis, 182), Fribourg, 2001

### Letteratura
- Anesmwyth hoen (Inquieto vigore), Llandybïe, 1941
- Fy chwaer Efa. A storïau eraill (Mia sorella Eva. E altre storie), Dinbych/Denbigh, 1944
- Mae'r galon wrth y llyw. Nofel (Il cuore è al timone. Romanzo), Aberystwyth, 1957
- Cariadau (Amori), Talybont, 1995
- Teithiau'r meddwl. Ysgrifau llenyddol (Viaggi del pensiero. Scritti letterari), a cura del marito John Gwyn Griffiths, Talybont, 2004, ISBN 0-86243-747-4

### Letteratura di viaggio
- Trem ar Rwsia a Berlin (Uno sguardo sulla Russia e su Berlino), Llandysul, 1962
- Tywysennau o'r Aifft, (Gli orecchi dell'Egitto), Llandybïe, 1970

### Saggistica
- Mudiadau Heddwch yn yr Almaen/Friedensbewegungen in Deutschland (I movimenti per la pace in Germania), 1943
- Byd y dyn hysbys. Swyngyfaredd yng Nghymru (Il mondo dell'uomo sconosciuto. La stregoneria nel Galles), Talybont, 1977